# Río Picacho
Río Picacho är ett vattendrag i Chile.   Det ligger i regionen Región de Aisén, i den södra delen av landet, 1 300 km söder om huvudstaden Santiago de Chile. Río Picacho ligger vid sjön Lago Copa.
I omgivningen kring Río Picacho växer i huvudsak blandskog. Området är nästan obefolkat, med mindre än två invånare per kvadratkilometer.